# 2-ميثيل البيريدين
2-ميثيل البيريدين (كما يعرف بالاسم الشائع 2-بيكولين) هو مركب كيميائي عضوي له الصيغة C6H7N،  ويوجد على شكل سائل أصفر مخضر.

## التحضير
عزل 2-ميثيل البيريدين لأول مرة من قطران الفحم سنة 1846. أما حالياً فيحضر من تفاعل تكاثف بين الأسيتالدهيد والفورمالدهيد والأمونياك:
ينتج عالمياً حوالي 8000 طن سنوياً من هذا المركب.

## التفاعلات
إن أغلب التفاعلات على هذا المركب تتكز على مجموعة الميثيل. على سبيل المثال يمكن تحضير مشتق الفاينيل للبيريدين (2-فاينيل البيريدين) بالتكاثف مع الفورمالدهيد.
يؤدي تفاعل الأكسدة باستخدام بيرمنغنات البوتاسيوم إلى الحصول على حمض البيكولينيك.

## الاستخدامات
يستخدم 2-ميثيل البيريدين في تحضير نترابيرين Nitrapyrin، وهو مستحضر زراعي يستخدم للحد من نترجة التربة.

## اقرأ أيضاً
- 3-ميثيل البيريدين
- 4-ميثيل البيريدين
- كلوريد سيتيل البيريدينيوم